# Грядка (река)
Грядка — река в России, протекает по Тосненскому району Ленинградской области. Устье реки находится в 6 км по правому берегу реки Равань. Длина реки составляет 16 км. В 4 км от устья, по правому берегу реки впадает река Коломовка.

## Данные водного реестра
По данным государственного водного реестра России относится к Балтийскому бассейновому округу, водохозяйственный участок реки — Волхов, речной подбассейн реки — Волхов. Относится к речному бассейну реки Нева (включая бассейны рек Онежского и Ладожского озера).
Код объекта в государственном водном реестре — 01040200612102000019315.

## Топографическая карта
- Лист карты O-36-28 Чудово. Масштаб: 1 : 100 000. Состояние местности на 1993 год. Издание 1998 г.